# 伏牛山世界地质公园
伏牛山世界地质公园位于中国中央山系秦岭造山带东部的核心地段，分布于河南省南阳市境内西北，由宝天曼国家地质公园、南阳恐龙蛋化石群国家级自然保护区、宝天曼国家森林公园和世界生物圈保护区、伏牛山国家地质公园和南阳独山玉国家矿山公园整合而成，公园横跨西峡、内乡、淅川、南召、镇平、邓州等县市。

## 人文历史
园区内有多处早期原始人类活动遗迹
- 南召县杏花山猿人遗址
- 小空山旧石器遗址
- 楚长城

## 地理环境
伏牛山位于中国中央造山系秦岭造山带东部，是秦岭山脉的余脉，是中国地理的核心区域。分数于三大流域，南部大部分地区属于长江的汉水流域，东部的桐柏县是淮河源头属于淮河流域，北部南召县一小部分属于黄河流域。地理坐标为：东经是110°59′48″～112°36′51″；北纬是33°01′44″～33°49′16″

## 公园景区
- 宝天曼
- 老界岭
- 黄花曼
- 真武顶
- 龙潭沟
- 五垛山
- 牡丹垛
- 楚长城
- 五道幢
- 石门湖
- 云华蝙蝠洞
- 寺山国家森林公园
- 西峡恐龙遗址园
- 灌河漂流

## 旅游交通
- 南阳机场

## 参看
- 世界地质公园
- 宝天曼自然保护区